# 香江晚報
《香江晚報》是香港已停刊的報紙，也是香港第一份晚報，由督印人黃燕青、合夥人梁國英等在1921年創辦。

## 發展
1921年冬天《香江晚報》發行，黃燕青任總編輯、謝章玉則任副編輯。當時以荷里活道萃文書坊樓上為報社地址，後曾遷往干諾道西、卑利街，而編輯及印刷部就改在醫院道，不久得羅澧銘、吳灞陵、袁彬如等人協助發業務，將編輯部改為在善慶街，荷里活道為營業印刷地址。
1927年，《香江晚報》擴充並招股，由黃紹垣、黃紹頤等人發起，次年黃燕青離任督印人，葉泰接任為新督印人，至1929年停刊。
在這8年間，《香江晚報》致力於推動當時的香港文學創作，除記載新聞的「莊部」外，不論文言文文章、語體文文章或是詩歌、說唱文學、通俗小說亦加以刊載於其「諧部」。